# Віреон коста-риканський
Віреон коста-риканський (Vireo carmioli) — вид горобцеподібних птахів родини віреонових (Vireonidae).

## Поширення
Він поширений в горах Коста-Рики (Центральна Кордильєра, гори Дота і Кордильєра-де-Таламанка) і прилеглій західній частині Панами (гірські райони провінції Чирикі). Його природне середовище проживання — тропічні та субтропічні гірські дощові ліси.

## Опис
Дрвбний птах, завдовжки 11,5 см і вагою 13 г. Має оливково-зелену верхню частину та чорнуваті крила з двома жовтими смугами крил. Має жовтувату надбрівну смугу. Горло біле, а нижня частина тіла блідо-жовта, трохи оливкова на боках.

## Спосіб життя
Харчується павуками і комахами, зібраними з листя дерев, а також їсть дрібні плоди. Трапляється в кронах гірських лісів, іноді годується в підліску або високорослому вторинному порослі. Маленьке чашкоподібне гніздо будується у розвилці невеликої гілки на висоті 3–20 м на дереві чи чагарнику, а кладка — це два білих яйця з темними плямами. Обидва батьки будують гніздо, висиджують яйця і годують дитинчат.